# Шелбі Ван Пелт
Шелбі Ван Пелт (англ. Shelby Van Pelt) — американська письменниця з Такоми, штат Вашингтон. Її дебютний роман «Напрочуд кмітливі створіння» (англ. Remarkably Bright Creatures) (2022) неодноразово потрапляв у список бестселерів художньої літератури у твердій обкладинці New York Times.
Вона здобула премію Маклафліна-Естмана-Стерна за дебютний роман 2023 року та 3000 доларів від Writer's Center за роман «Напрочуд кмітливі створіння».

## Нагороди та відзнаки
- 2023 — Премія Маклафліна-Естмана-Стерна за дебютний роман[4].

## Опубліковані праці
- Напрочуд кмітливі створіння (2022)

## Переклади українською
2024 року у видавництві «Віват» вийшов український переклад роману «Напрочуд кмітливі створіння». Перекладачка — Роксоляна Стасенко.